# Ciukoveț, Pernik
Ciukoveț (în bulgară Чуковец) este un sat în comuna Radomir, regiunea Pernik,  Bulgaria. 

## Demografie
Componența etnică a satului Ciukoveț
     Bulgari (99,14%)
     Nicio identificare (0,85%)
     Altele (0%)
La recensământul din 2011, populația satului Ciukoveț era de 117 locuitori. Din punct de vedere etnic, majoritatea locuitorilor (99,14%) erau bulgari. Pentru 0,85% din locuitori nu este cunoscută apartenența etnică.